# Ектор Луїс Гарсія
Ектор Луїс Гарсія Мора (ісп. Hector Luis García Mora, 18 серпня 1995) — домініканський професійний боксер, чемпіон світу за версією WBA в другій напівлегкій вазі (2022—2023).

## Аматорська кар'єра
2015 року, здобувши дві перемоги і програвши у фіналі Енді Крусу (Куба), завоював срібну медаль на Панамериканських іграх.
На Олімпійських іграх 2016 програв у першому бою Дмитру Асанову (Білорусь) — 1-2.

## Професіональна кар'єра
Дебютував на професійному рингу 2016 року. Не знаючи поразок у своїх перших 18 боях (15 перемог і 3 таких, що не відбулися), 20 серпня 2022 року вийшов на бій проти чемпіона WBO в другій напівлегкій вазі венесуельця  Роджера Гутьєрреса і завдав йому поразки одностайним рішенням суддів.
7 січня 2023 року зустрівся в бою з чемпіоном WBA (Regular) у легкій вазі Джервонтою Девісом (США). Поєдинок завершився у дев'ятому раунді поразкою домініканця, який, скаржачись на свій зір після кількох влучань американця, відступив у свій кут.
25 листопада 2023 року у першому захисті титулу вийшов на бій проти обов'язкового претендента Ламонта Роуча (США). У рівному бою вирішальним став дванадцятий раунд, у якому Роуч надіслав чемпіона в нокдаун, вирвавши перемогу за очками — 114-113, 113-114 і 116-111.